# José Miguel Alcérreca

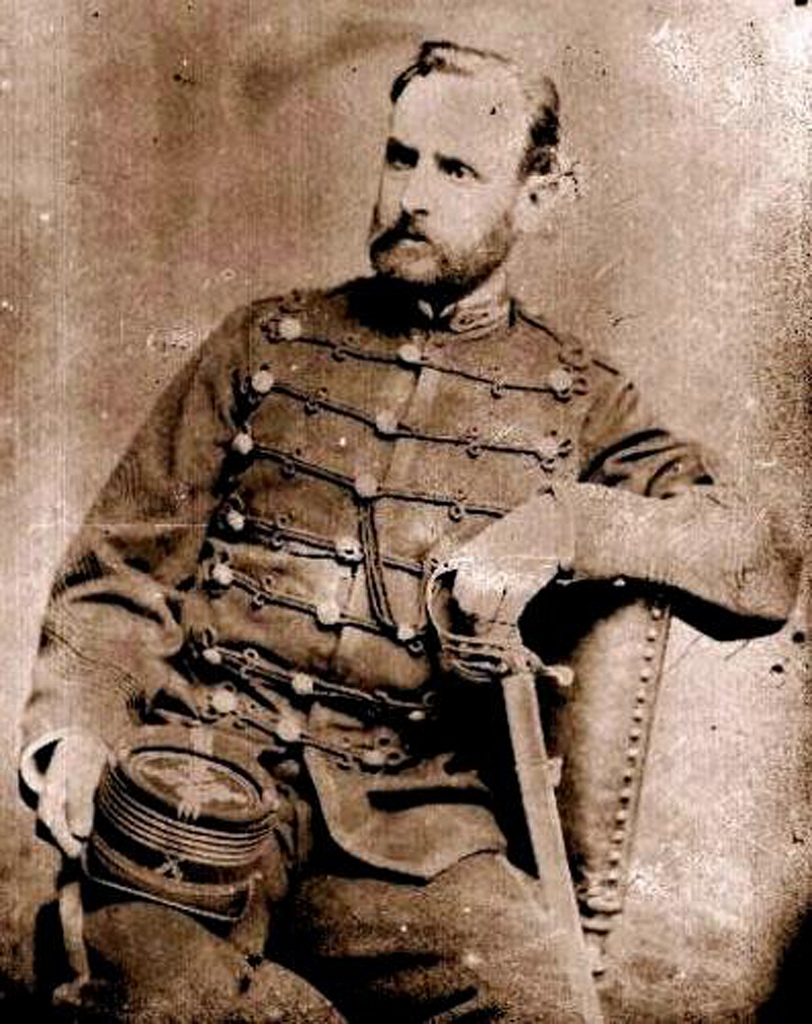
Kolonel José Miguel Acérreca Saldes (1845-1891)

José Miguel Alcérreca Saldes (Santiago 7 mei 1845 - Placilla, Valparaíso 28 augustus 1891) was een Chileens militair. Hij nam zowel deel aan de Salpeteroorlog (1879-1883) als de Chileense Burgeroorlog (1891).
Hij studeerde zowel aan het Instituto Nacional als de beroemde militaire academie Escuela Militar del Libertador Bernardo O'Higgins. In 1865 nam hij dienst in het leger als tweede luitenant. Hij vocht in de oorlog tegen Spanje, nam deel aan de campagnes in Araucanía tegen de inheemse bevolking  en nam deel aan verscheidene veldslagen tijdens de Salpeteroorlog. 
In 1886 werd hij aide de camp van president José Manuel Balmaceda en een jaar later werd hij bevorderd tot kolonel. Tijdens de Burgeroorlog van 1891 bleef hij trouw aan Balmaceda die hem benoemde tot gouverneur (intendente) van de hoofdstad Santiago. In die functie was hij verantwoordelijk voor het onderdrukken van de oppositie tegen het regime. In een latere fase van de oorlog nam hij als brigadegeneraal actief deel aan de strijd. Hij nam aan de zijde van generaal Orozimbo Barbosa deel aan de slag bij Concón (21 augustus) waar het regeringsleger een enorme nederlaag leed tegen de rebellen. 
Hij kwam om het leven tijdens de slag bij Placilla (Valparaíso. Zijn lichaam werd, nadat het in handen van de rebellen was gevallen, gruwelijk verminkt.

## Militaire rangen
- 1865: tweede luitenant
- 1868: luitenant
- 1872: kapitein
- 1880: majoor
- 1880: luitenant-kolonel
- 1887: kolonel
- 1891: brigadegeneraal